# سد إيساكا
سد إيساكا (سد إيساكا، إيساكا دامو) هو سد يقع في يوكايتشي، محافظة ميه، اليابان، تم الانتهاء منه في عام 1966. 